# Groupe de Carmé
Pour les articles homonymes, voir Carmé.
Le groupe de Carmé est un groupe de satellites naturels de Jupiter qui partagent des orbites similaires.

## Caractéristiques
Le groupe de Carmé regroupe plusieurs satellites, qui orbitent de façon rétrograde autour de Jupiter sur des demi-grands axes compris entre 22 900 000 et 24 100 000 km, des inclinaisons de 164,9 à 165,5° par rapport à l'équateur de Jupiter et des excentricités entre 0,23 et 0,27.
Le groupe est nommé d'après Carmé, son membre le plus grand et le plus massif. Étant rétrogrades, l'Union astronomique internationale réserve, par convention, à ces satellites des noms se terminant en « -e » (les progrades se finissant en « -a »).

Diagramme illustrant l'orbite des satellites irréguliers de Jupiter. Le groupe de Carmé est visible sur le centre-gauche.
Diagramme illustrant l'inclinaison des membres du groupe de Carmé en fonction du demi-grand axe.
Diagramme similaire au précédent, se focalisant sur le cœur du groupe.

## Origine
Le groupe de Carmé se serait formé à partir d'un astéroïde capturé par Jupiter et par la suite fragmenté lors d'une collision. Cette hypothèse est basée sur la faible dispersion des éléments orbitaux moyens des membres du cœur du groupe et peut être étayée par une petite impulsion de vitesse (5 < δV < 50 m/s), compatible avec une collision simple et une fragmentation.
Sur la base de la taille des satellites, l'astéroïde originel devait avoir à peu près la taille de Carmé, soit 46 km de diamètre ; Carmé comprend toujours 99 % de la masse totale du groupe.
Les études photométriques vont dans le sens de cette origine : à l'exception de Calycé, significativement plus rouge, tous les satellites présentent une couleur rouge pâle similaire (indices de couleur B−V = 0,76 et V−R = 0,47). Leur spectre infrarouge est similaire aux astéroïdes de type D. Ces données sont compatibles avec un progéniteur issu du groupe de Hilda ou des astéroïdes troyens.

## Membres
Le groupe de Carmé comprend un cœur composé de satellites dont les paramètres orbitaux sont très proches : Carmé, Taygèté, Chaldèné, Isonoé, Calycé, Érinomé, Aitné, Calé et Pasithée,. Eukéladé, S/2003 J 5, S/2003 J 9 et S/2003 J 10 pourraient également en faire partie. Hersé, Arché, S/2003 J 19 et Callichore seraient d'autres membres possibles[réf. nécessaire].
La liste suivante récapitule les principales caractéristiques des membres du groupe de Carmé, classés par demi-grand axe croissant. Les éléments orbitaux sont donnés pour l'époque 6 mars 2006 (JJ 2453800.5) pour Isonoé, 27 octobre 2007 (JJ 2454400.5) pour Carmé et 14 juillet 2004 (JJ 2453200.5) pour les autres. L'inclinaison est relative au plan de l'écliptique. Les membres potentiels sont indiqués en italique.
| Nom         | Demi-grand axe (km) | Dimensions (km) | Période de révolution (d) | Inclinaison (°) | Excentricité |
| ----------- | ------------------- | --------------- | ------------------------- | --------------- | ------------ |
| Hersé       | 22 134 326          | 2               | 672,75                    | 162,490 66      | 0,237 900 5  |
| Aitné       | 22 285 180          | 3               | 679,64                    | 165,562 99      | 0,392 723 5  |
| Calé        | 22 409 227          | 2               | 685,32                    | 165,378 58      | 0,201 116 7  |
| Taygèté     | 22 438 668          | 5               | 686,67                    | 164,890 18      | 0,367 816 8  |
| S/2003 J 19 | 22 709 081          | 2               | 699,12                    | 164,727 77      | 0,196 107 1  |
| Chaldèné    | 22 713 464          | 3,8             | 699,33                    | 167,070 85      | 0,291 609 4  |
| S/2003 J 10 | 22 730 833          | 2               | 700,13                    | 163,813 32      | 0,343 845 4  |
| Érinomé     | 22 986 286          | 3,2             | 711,96                    | 163,737 88      | 0,255 240 7  |
| S/2003 J 24 | 23 088 000          | 3               | 715,4                     | 162             | 0,25         |
| Callichore  | 23 111 844          | 2               | 717,81                    | 164,605 35      | 0,204 170 1  |
| Calycé      | 23 180 794          | 5,2             | 721,02                    | 165,505 14      | 0,213 962 8  |
| Pasithée    | 23 307 338          | 2               | 726,93                    | 165,759 21      | 0,328 899 0  |
| Eukéladé    | 23 483 715          | 4               | 735,20                    | 163,996 43      | 0,282 881 3  |
| Arché       | 23 717 072          | 3               | 746,19                    | 164,587 05      | 0,149 238 2  |
| Isonoé      | 23 800 668          | 3,8             | 750,13                    | 165,127 50      | 0,177 553 8  |
| S/2003 J 9  | 23 857 829          | 1               | 752,84                    | 164,980 20      | 0,276 197 5  |
| S/2003 J 5  | 23 973 947          | 4               | 758,34                    | 165,549 87      | 0,307 068 2  |
| Carmé       | 24 097 021          | 46              | 764,19                    | 166,154 60      | 0,163 048 5  |